# BYLAW
«BYLAW» — третий мини-альбом нидерландского диджея и музыкального продюсера Мартина Гаррикса, выпущенный 19 октября 2018 года на лейбле STMPD RCRDS.
Треки выходили в течение одной недели — с 15 по 19 октября.

## История
12 октября 2018 года Мартин Гаррикс опубликовал на своей странице в Facebook видео с символом «плюс». 14 октября Мартин признал выход мини-альбома в своём Твиттере.

## Список композиций
| №  | Название                                                          | Автор(ы)                                                      | Продюсер(ы)                  | Длительность |
| -- | ----------------------------------------------------------------- | ------------------------------------------------------------- | ---------------------------- | ------------ |
| 1. | «Breach (Walk Alone)» (с Blinders)                                | Martijn Garritsen Mateusz Owsiak Ilsey Juber Dewaine Whitmore | Мартин Гаррикс Blinders      | 2:58         |
| 2. | «Yottabyte»                                                       | Garritsen Frank van Essen                                     | Мартин Гаррикс               | 3:30         |
| 3. | «Latency» (с Dyro)                                                | Garritsen Jordy van Egmond                                    | Мартин Гаррикс Dyro          | 3:24         |
| 4. | «Access»                                                          | Мартин Гаррикс                                                | Мартин Гаррикс               | 3:15         |
| 5. | «Waiting For Tomorrow» (с Pierce Fulton при участии Mike Shinoda) | Мартин Гаррикс Dyro                                           | Мартин Гаррикс Pierce Fulton | 4:07         |